# 十津川警部「オキナワ」
『十津川警部「オキナワ」』（とつがわけいぶオキナワ）は、西村京太郎の長編推理小説。2008年に光文社から刊行された。西村の鉄道ミステリーで、初めて沖縄都市モノレール（ゆいレール）が登場した。

## ストーリー
東京の某ビジネスホテルに宿泊していた男が刺殺体で発見された。フロントスタッフによれば「出稼ぎ労働者で就職活動中らしい」とのこと。登録された名前・住所は偽りのものらしい。十津川と亀井が捜査に入ったところ、ダイイングメッセージには血文字で「ヒガサ…」とあった。2人は確認できる3文字から推察しようとするが、北条は沖縄出身の「ヒガ」姓ではないかと考える。話を聞いて沖縄説にスライドした2人は沖縄県警と連絡を取り、沖縄へ向かう。そこで現地旅行会社添乗員の比嘉ミドリと出会い、彼女の案内でゆいレールに乗るが、事件を掘り進めるに従い、「米軍基地」としての沖縄の裏が見えてきた。

## 登場人物
「十津川警部シリーズ#登場人物」も参照
警視庁捜査一課
- 十津川省三
- 亀井定雄

その他
比嘉ミドリ（ひが ミドリ）
沖縄・那覇で旅行会社に勤務。カウンター作業の他、添乗員業務も行う。ある意味物語のキーパーソン。趣味でコザにある民謡酒場にのみに行き、歌う事もある。生き別れの姉・サキコを憂いている。もともと、親は本島南部・糸満市の漁師だったらしく、両親の死後、那覇へ引っ越した。年齢は24歳。
比嘉サキコ（ひが サキコ）
ミドリの姉。ミドリが那覇の旅行会社に就職後、東京へ出る。ミドリの話ではクラブで働いているとの事だが、最近は何をしているかわからず、ミドリに心配される。そのことからミドリは彼女らしき女性を見かけると何とか追跡を試みる。年齢は27歳。
仲宗根雄介（なかそね ゆうすけ）
ミドリの親族に依まれ、サキコを探しに東京へ出張するも行方不明になる。年齢は42歳。経営コンサルタントをしていたらしいが失敗して糸満へ移住したときに、ミドリの親族に拾われた。
吉田夫婦（よしだふうふ）
ミドリの旅行会社でツアーを申し込んだ老夫婦。夫・源三は工場を営んでいて、上司から「うまくいけば沖縄に工場を開いてくれるかも」と言われ、丁重にガイドするようくぎを刺される。ミドリは2人（源三・芙美子）を連れて那覇観光（ゆいレール・首里城）のほか、八重山へも渡る。その際、サキコらしき人を発見するも仕事を優先すべきと悩むミドリを気遣って「今日は私たちは休みたいから」と単独行動を許した。
大学生5人組
吉田夫婦と同じくミドリの旅行会社に申し込んだ若者たち。民謡酒場に行きたいとの事で、ミドリは行きつけの「グスクロード」（名護市）に連れて行き、戸田と出会う。
戸田秀明（とだ ひであき）
ミドリが出会った音楽プロデューサー。東京のレコード会社に所属（嘱託社員）、沖縄を担当している。ミドリはサキコの行方について相談する。
スバルの社長
戸田が嘱託社員として所属する「スバル音楽事務所」の社長。戸田が沖縄でスカウト業をしていること以外は知らない。
D.C.スタントン
ミドリがゆいレールで見かけた怪しいアメリカ軍人（階級は陸軍二等兵）。
戸田のレコード会社でも見かけて話すが、戸田は「同じビルのオフィスの外国人に用があるのだろう」とはぐらかす。
彼の死後、海兵隊員・二等兵のバークレイが「とある仕事」の後釜となる。
伊地知春江（いじち はるえ）
ミドリの親族。年齢は70歳、生活に困った仲宗根を拾って、自分の会社である小さな漁具会社に入れた。
伊地知太郎（いじち たろう）
ミドリの親族で、春江の息子。母とともに会社を経営している。サキコを探すため、東京滞在経験のある仲宗根に人探しを頼んだ。
阿久根（あくね）
太郎の部下。仲宗根について問い合わせる電話を彼が受けた。
比嘉大輔（ひが だいすけ）
沖縄県警の警察官。たまたま、ミドリ姉妹と同じ姓である。
糸数（いとかず）
沖縄県警の警察官。階級は警部補。比嘉、川上とともに十津川たちの捜査に協力する。
川上（かわかみ）
沖縄県警の警察官。
城間（しろま）
沖縄本島にある救急病院に勤務している医師。米軍が絡んだ今回の事件を憂いていて、ミドリの同伴を許可する。
糸数が彼に問い合わせたおかげで、先の殺人事件の解明につながった。
小田中（おだなか）
ミドリの勤務する旅行会社の社長。ミドリのことを心配している。